# Marylka
Marylka is een plaats in het Poolse district  Piaseczyński, woiwodschap Mazovië. De plaats maakt deel uit van de gemeente Tarczyn en telt 99 (Dane z 12.01.2001) inwoners.